# Vincenzo Gemito
Vincenzo Gemito (né le 6 juillet 1852 à Naples et mort le 1er mars 1929) est un sculpteur, dessinateur et orfèvre italien.

## Biographie
Gemito naît à Naples semble-t-il dans la famille d'un bûcheron tombé dans la misère. Le lendemain de sa naissance, sa mère l'abandonne au tour de l'orphelinat de l'Annonciation où il est recueilli et où on lui donne le nom de Genito (ce qui signifie né), transformé peu après par une faute d'orthographe sur les registres en Gemito. Il est adopté à la fin du mois par un jeune ménage qui venait de perdre un bébé. Le mari meurt quelque temps plus tard, et la mère adoptive, Giuseppina, se remarie avec un maçon (Francesco Jadiciccio) et le jeune garçon est encouragé ainsi pendant toute son éducation à se servir de ses mains. Il devient apprenti à l'atelier du peintre et sculpteur académique Emanuele Caggiano avant ses dix ans, puis rapidement travaille à l'atelier du sculpteur Stanislao Lista faisant preuve d'une grande dextérité et d'une inventivité toujours renouvelée. Il entre à l'âge de douze ans à l'école de l'Institut royal des beaux-arts où il se lie d'une amitié à vie avec Antonio Mancini. Il fréquente aussi les cours du soir de l'Académie Domenico Maggiore. 
Vincenzo Gemito a fait un portrait en argile en hommage à Vincenzo Petroccelli en 1869.
Il réalise la  pièce, le Joueur de cartes (Il giocatore di carti), à seize ans. Elle est remarquée lorsqu'elle est exposée à la Promotrice de Naples, à tel point que le roi Victor-Emmanuel II l'achète pour être exposée de manière permanente au musée de Capodimonte. En 1871, il gagne le premier prix du concours des beaux-arts de Naples, ce qui lui donne le droit d'une bourse pour étudier à Rome, grâce à son œuvre Joseph vendu par ses frères et à la sculpture de Brutus. En 1873, il fait la connaissance de Mathilde Duffaud, qui devient son modèle dans son atelier de Capodimonte. Il réalise plusieurs bustes et portraits dont ceux de Francesco Paolo Michetti, Domenico Morelli et Verdi.
En 1877, Gemito s'installe à Paris où il tisse des liens avec l'artiste académique Meissonier. Gemito expose dans divers salons, ainsi qu'à l'exposition universelle de 1878. Il fait le portrait en argent de Boldini  et du baryton Jean-Baptiste Faure.  Il expose une sculpture représentant Federico de Madrazo, ce qui lui vaut une médaille de troisième classe au Salon. L'année suivante, il expose au Salon une statuette de bronze figurant Meissonier et gagne une médaille de deuxième classe. Il retourne à Naples en 1880, où il travaille au Vendeur d'eau.En avril 1881, Mathilde Duffaud meurt. Gemito s'installe quelque temps à Capri où il épouse l'année suivante Anna Cutolo (dite Nannina) qui devient son inspiratrice et lui donne une fille en 1885, Giuseppina. 
En 1883, il installe sa propre fonderie, via Mergellina à Naples. En 1887, il réalise sur commande une statue de marbre de Charles V, empereur du Saint-Empire romain germanique, qui doit être érigée devant le palais royal de Naples. Le marbre est une matière que Gemito n'apprécie guère et il est peu satisfait du résultat, si bien qu'il tombe peu à peu dans une grave dépression nerveuse avec des périodes hallucinatoires et s'enferme dans un petit appartement pour ne sortir épisodiquement que pour des séjours dans une clinique psychiatrique. Entre-temps  les honneurs pleuvent : il remporte le grand prix de sculpture à Paris en 1889 et en 1890, le diplôme d'honneur d'Anvers en 1892, de nouveau le grand prix de la sculpture à Paris en 1900. Gabriele d'Annunzio prononce un vibrant hommage en 1900. Pendant ces années, il travaille surtout le dessin et vit en reclus. C'est la duchesse d'Aoste qui le convainc de participer à la VIIIe biennale de Venise avec des dessins de gens du peuple de Naples . Il ne reprend aussi la sculpture qu'en 1909. Son goût est petit à petit influencé par le symbolisme. 
À la fin de sa vie, il se tourne vers l'orfèvrerie, travaillant l'or et l'argent. 
En 1952, un timbre de la poste italienne célèbre le centenaire de sa naissance.

## Images

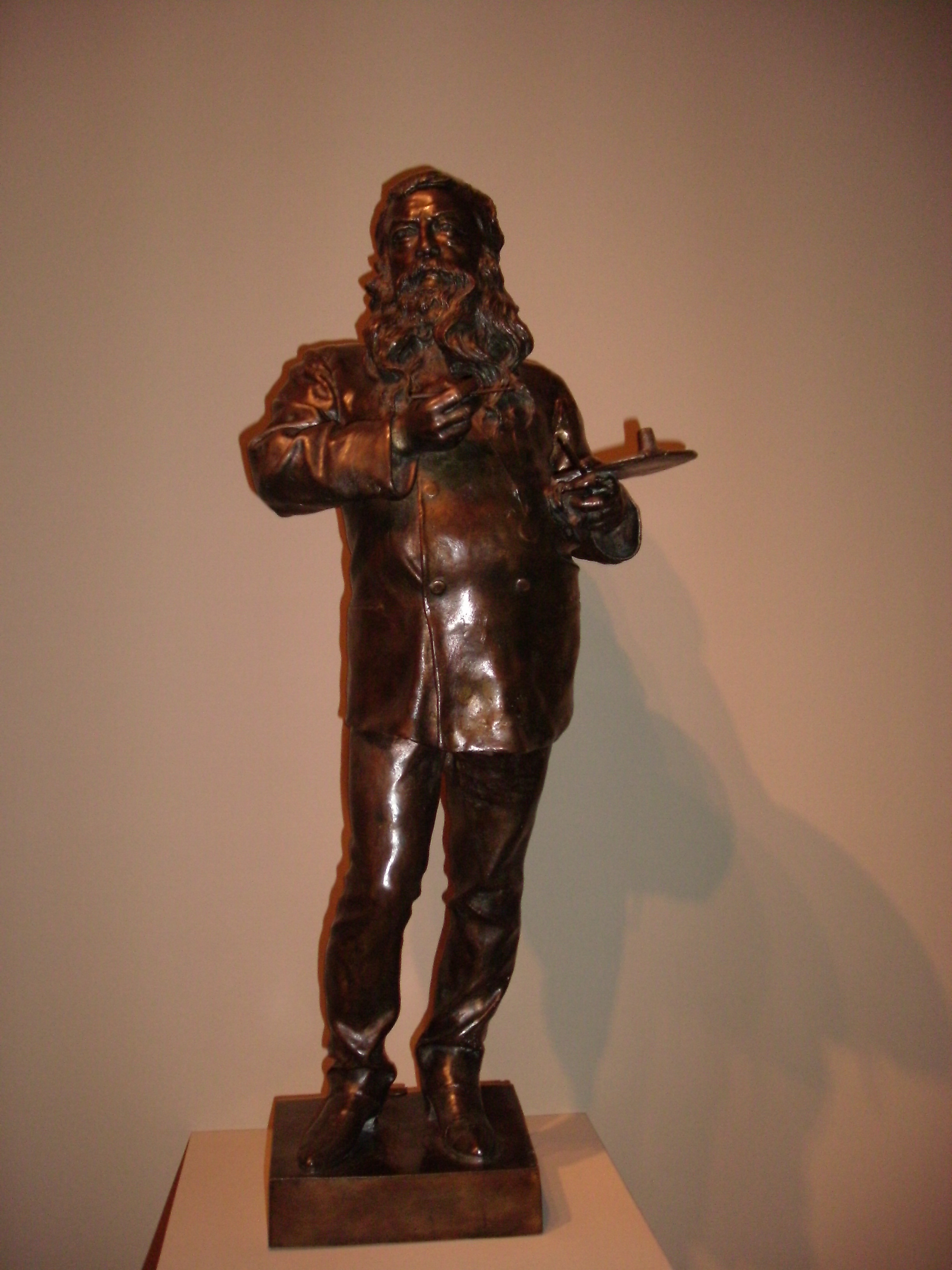
Statue de Meissonier, National Gallery of Art
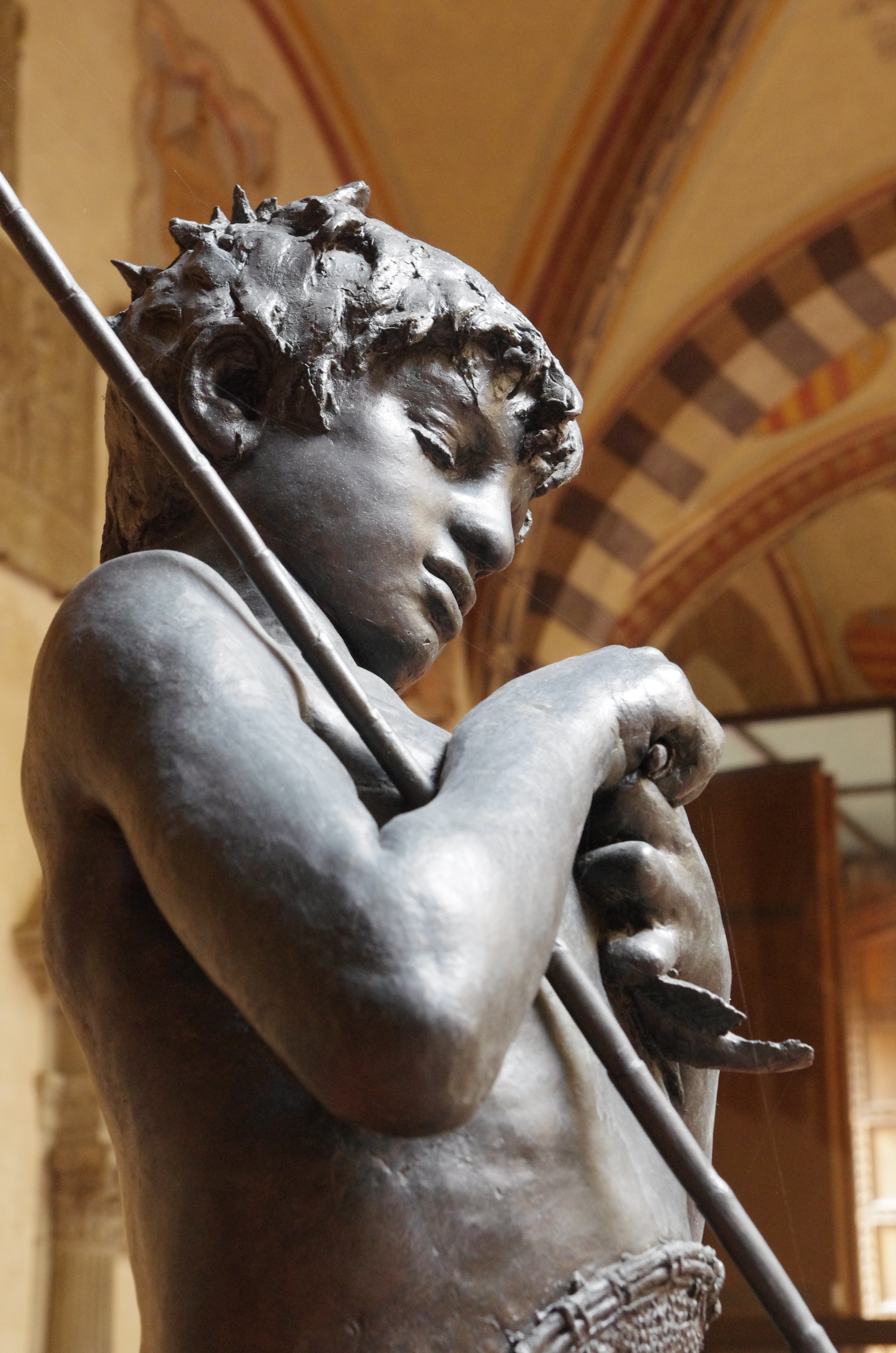
Il pescatorello (Le Petit pêcheur), Musée du Bargello, Florence
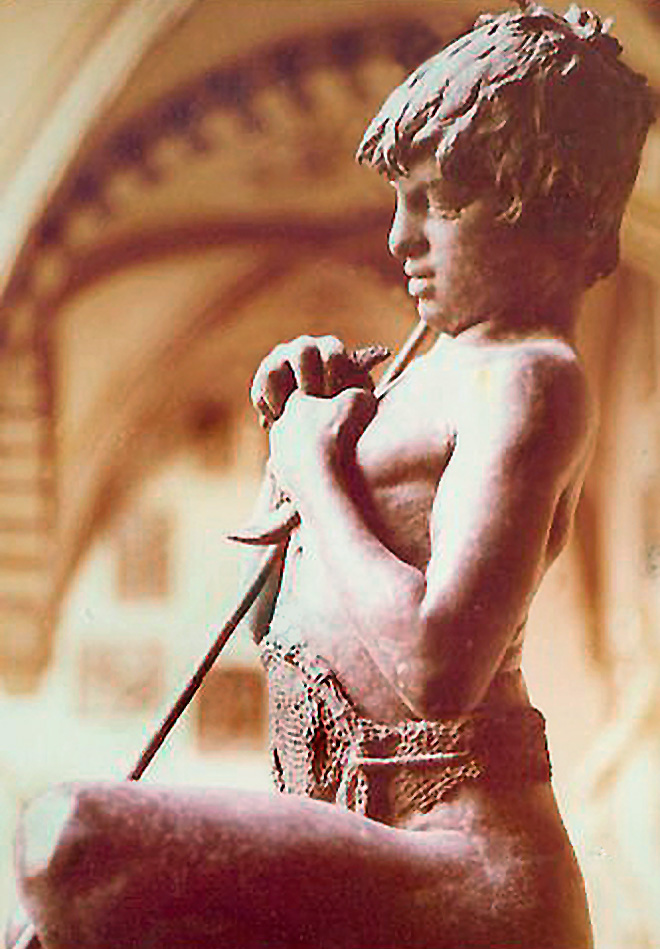
Le Petit pêcheur, réplique du Louvre, Paris
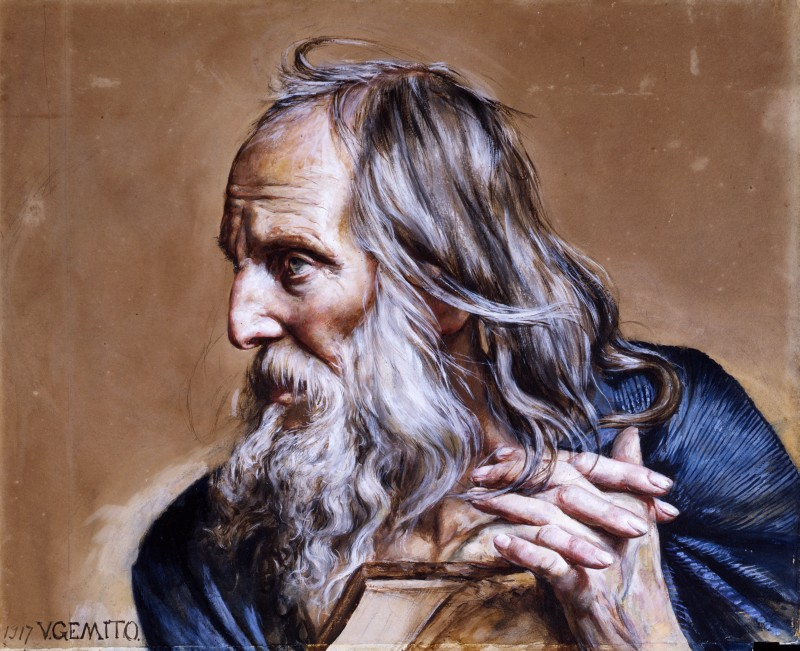
Le Philosophe
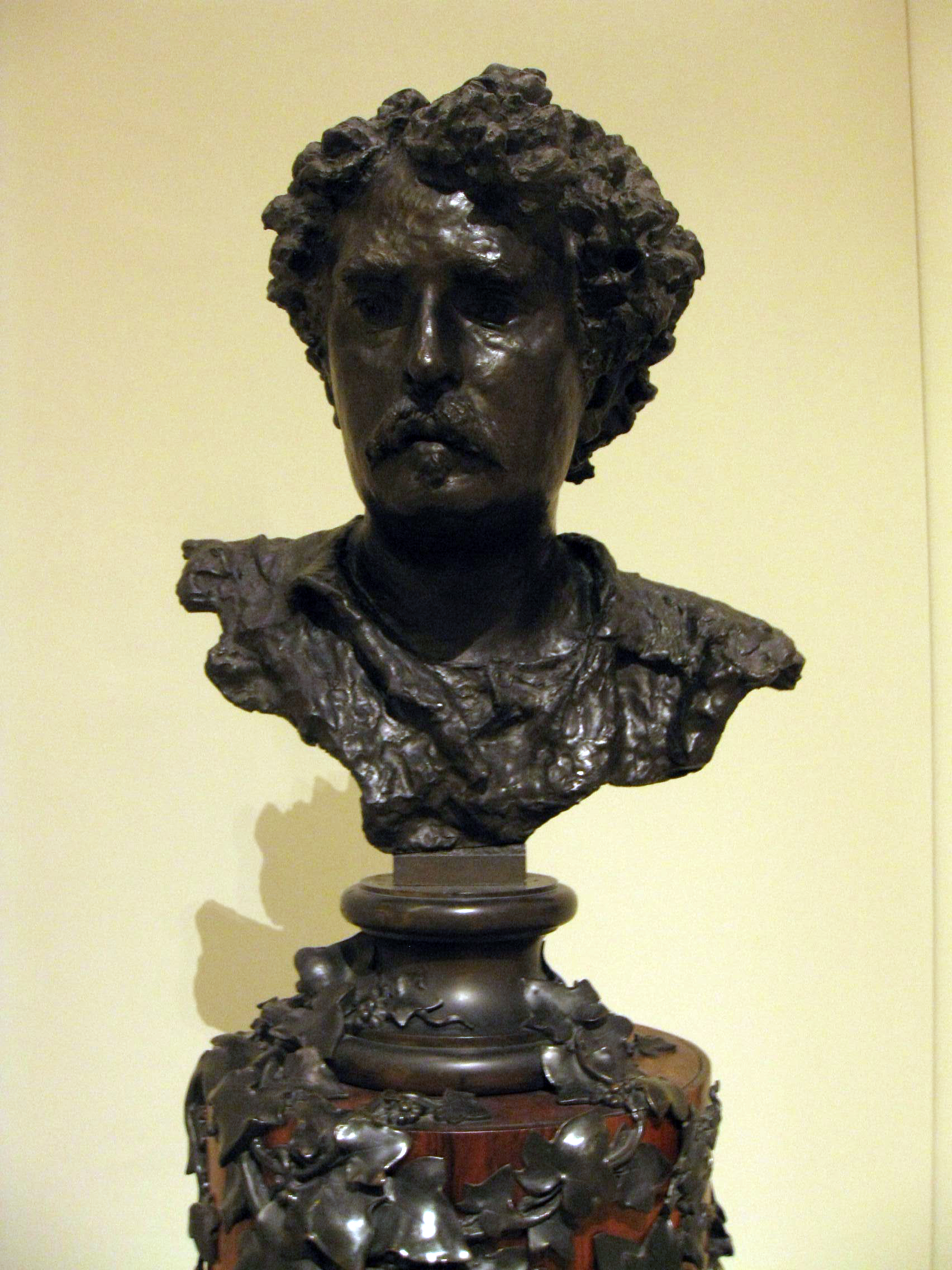
Buste de Mariano Fortuny, Musée national d'art de Catalogne